# Subaru R1/R2
Ne doit pas être confondu avec Subaru R-2.
Les Subaru R1 et R2 sont de petites voitures construites par la marque japonaise Subaru (groupe Fuji Heavy Industries). Ces modèles étaient essentiellement destinés au marché japonais. Toutefois, les R1 et R2 étaient aussi distribuées à Singapour et en Thaïlande.
Subaru avait déjà commercialisé une première petite voiture appelée R2 entre 1969 et 1974 et qui avait succédé à la 360.
Les R1 et R2 font partie du segment des keijidosha, aussi appelées K-cars, une catégorie de voitures de taille et de puissance très limitées bénéficiant d'avantages fiscaux et législatifs au Japon.
La Subaru R2 a été dévoilée fin 2003, c'est une petite voiture 5 portes.
La Subaru R1 est sortie juste un an plus tard. Il s'agit de la version 3 portes et raccourcie de 11 cm de la Subaru R2 ; l'espace aux places arrière est réduit d'autant. C'est l'une des seules K-cars plus courte que la longueur maximale autorisée pour appartenir à cette catégorie.
Il existe aussi une Subaru R1e, véhicule électrique à batterie lithium ion, 40 Subaru R1e sont testées au Japon, notamment par la compagnie électrique TEPCO.
La carrière des R1 et R2 a pris fin en 2010 sans avoir connu le succès.